# Branle de Noirmoutier
Le branle de Noirmoutier (appelé aussi branle de l'Épine) est une danse traditionnelle typique de l'île de Noirmoutier, collectée sur la commune de l'Épine.
Issue des branles, elle se dansait en ligne. De nos jours, en bal folk, elle se danse de la façon suivante : en deux parties, les danseurs et danseuses avançant et reculant face à face sur la première, danseurs et danseuses effectuant des « pivots » sur la deuxième.
C'est une danse très physique, dont la forme rappelle le flux et le reflux de l'océan.